# Matvii Bidnyi
Matvii Bidnyi (en ukrainien : Матвій Вікторович Бідний), né le 28 novembre 1979 à Kiev, est un ancien sportif et homme politique ukrainien. Il est ministre des Sports depuis novembre 2023.

## Biographie
Matvii Bidnyi naît en 1979 à Kiev.
Ancien champion de bodybuilding, il devient ministre des sports en novembre 2023. Il remplace Volodymyr Zelensky lors de la cérémonie d'ouverture des Jeux olympiques d'été de 2024.